# Jean-Michel Dumont
Pour les articles homonymes, voir Dumont.
Jean-Michel Dumont, né à Paris 15e le 21 janvier 1941 et mort à Asnières-sur-Seine le 27 juillet 1988, est un spéléologue français. 
Il est connu comme fondateur du groupe spéléologique Terre et eau le 1er novembre 1966, ainsi que comme vice-président de la Fédération française de spéléologie et animateur du bulletin fédéral Quoi de neuf ?

## Biographie
Jean-Michel Dumont est né en 1941 ; il est décédé le 27 juillet 1988 d'une crise cardiaque.
Il était imprimeur.
De 1960 à 1965 il fut chef de troupe dans les Scouts de France à Nanterre.
Il fut président de l'Association des dons d'organe. Il s'occupa aussi d'enfants inadaptés et de jeunes délinquants.
Il épousa sa compagne Colette vingt-cinq jours avant qu'il ne décède.

## Activités spéléologiques
Dans le domaine de la spéléologie, il fonde le groupe spéléologique Terre et eau le 1er novembre 1966, dont il est président pendant une dizaine d'années.
Il est vice-président de la Fédération française de spéléologie et animateur du bulletin fédéral Quoi de neuf?
Il pratique la spéléologie dans le Vercors, les Ardennes, le Doubs, et surtout le Lot. En particulier il fréquente beaucoup l'igue de Goudou près de laquelle il achète et rénove une grange dont il fait un refuge spéléologique.